# Zentralamerika- und Karibikspiele/Hockey
Bei den Zentralamerika- und Karibikspielen gibt es seit 1998 Hockeywettbewerbe für Damen- und Herrennationalmannschaften. Veranstalter ist die PAHF. Austragungsort der Hockeywettbewerbe war bisher nie der Hauptaustragungsort der Zentralamerika- und Karibikspiele, zweimal fanden sie sogar in einem anderen Land statt. Sowohl bei den Herren wie auch bei den Damen gewann Kuba (je 1998 und 2006) zweimal. Trinidad und Tobago konnte sich zwei Titel der Damen (2002 und 2010) und einen der Herren (2002) sichern. 2010 siegte Mexiko bei den Herren.

## Männer

### Endergebnisse
| Jahr | Ort           | Sieger         | Zweiter        | Dritter           | Vierter           | Fünfter                 | Sechster                |
| ---- | ------------- | -------------- | -------------- | ----------------- | ----------------- | ----------------------- | ----------------------- |
| 2018 | Barranquilla  | Kuba           | Mexiko         | Trinidad u. T.    | Guyana            | Barbados                | Dominikanische Republik |
| 2014 | Veracruz      | Kuba           | Trinidad u. T. | Mexiko            | Barbados          | Dominikanische Republik | Jamaika                 |
| 2010 | Mayagüez      | Mexiko         | Trinidad u. T. | Barbados          | Niederl. Antillen | Dominikanische Republik | Puerto Rico             |
| 2006 | Santo Domingo | Kuba           | Trinidad u. T. | Niederl. Antillen | Mexiko            | Barbados                | Venezuela               |
| 2002 | Puerto Rico   | Trinidad u. T. | Barbados       | Mexiko            | Venezuela         | Puerto Rico             | Jamaika                 |
| 1998 | Caracas       | Kuba           | Mexiko         | Trinidad u. T.    | Barbados          | Puerto Rico             | Jamaika                 |

### Medaillenspiegel
| Platz | Verband                  | Gesamt | Siege | Zweiter | Dritter | Vierter | Fünfter | Sechster |
| ----- | ------------------------ | ------ | ----- | ------- | ------- | ------- | ------- | -------- |
| 1     | Kuba                     | 4      | 4     | 0       | 0       | 0       | 0       | 0        |
| 2     | Trinidad und Tobago      | 6      | 1     | 3       | 2       | 0       | 0       | 0        |
| 3     | Mexiko                   | 7      | 1     | 2       | 2       | 1       | 0       | 0        |
| 4     | Barbados                 | 6      | 0     | 1       | 1       | 2       | 2       | 0        |
| 5     | Niederländische Antillen | 2      | 0     | 0       | 1       | 1       | 0       | 0        |
| 6     | Venezuela                | 2      | 0     | 0       | 0       | 1       | 0       | 1        |
| 7     | Guyana                   | 1      | 0     | 0       | 0       | 1       | 0       | 0        |
| 8     | Puerto Rico              | 3      | 0     | 0       | 0       | 0       | 2       | 1        |
| 8     | Dominikanische Republik  | 3      | 0     | 0       | 0       | 0       | 2       | 1        |
| 10    | Jamaika                  | 3      | 0     | 0       | 0       | 0       | 0       | 3        |

## Frauen

### Endergebnisse
| Jahr | Ort           | Sieger              | Zweiter                  | Dritter        | Vierter                 | Fünfter                 | Sechster  |
| ---- | ------------- | ------------------- | ------------------------ | -------------- | ----------------------- | ----------------------- | --------- |
| 2018 | Barranquilla  | Kuba                | Mexiko                   | Trinidad u. T. | Barbados                | Dominikanische Republik | Jamaika   |
| 2014 | Veracruz      | Kuba                | Dominikanische Republik  | Mexiko         | Trinidad u. T.          | Barbados                | Guyana    |
| 2010 | Mayagüez      | Trinidad und Tobago | Mexiko                   | Barbados       | Dominikanische Republik | Jamaika                 | Guyana    |
| 2006 | Santo Domingo | Kuba                | Niederländische Antillen | Barbados       | Trinidad und Tobago     | Jamaika                 | Mexiko    |
| 2002 | Puerto Rico   | Trinidad und Tobago | Jamaika                  | Barbados       | Mexiko                  | Puerto Rico             | Bermuda   |
| 1998 | Caracas       | Kuba                | Mexiko                   | Jamaika        | Barbados                | Bermuda                 | Venezuela |

### Medaillenspiegel
| Platz | Verband                  | Gesamt | Siege | Zweiter | Dritter | Vierter | Fünfter | Sechster |
| ----- | ------------------------ | ------ | ----- | ------- | ------- | ------- | ------- | -------- |
| 1     | Kuba                     | 4      | 4     | 0       | 0       | 0       | 0       | 0        |
| 2     | Trinidad und Tobago      | 5      | 2     | 0       | 1       | 2       | 0       | 0        |
| 3     | Mexiko                   | 6      | 0     | 3       | 1       | 1       | 0       | 1        |
| 4     | Jamaika                  | 5      | 0     | 1       | 1       | 0       | 2       | 1        |
| 5     | Dominikanische Republik  | 3      | 0     | 1       | 0       | 1       | 1       | 0        |
| 6     | Niederländische Antillen | 1      | 0     | 1       | 0       | 0       | 0       | 0        |
| 7     | Barbados                 | 6      | 0     | 0       | 3       | 2       | 1       | 0        |
| 8     | Bermuda                  | 2      | 0     | 0       | 0       | 0       | 1       | 1        |
| 9     | Puerto Rico              | 1      | 0     | 0       | 0       | 0       | 1       | 0        |
| 10    | Guyana                   | 2      | 0     | 0       | 0       | 0       | 0       | 2        |
| 11    | Venezuela                | 1      | 0     | 0       | 0       | 0       | 0       | 1        |